# کرویانته
کرویانته (به لهستانی:  Krojanty) یک منطقهٔ مسکونی در لهستان است که در گمینا خوینگتسه واقع شده‌است.
 کرویانته  ۴۶۱ نفر جمعیت دارد.